# 아일오브와이트주

아일오브와이트주의 위치

아일오브와이트주(영어: Isle of Wight) 또는 와이트섬은 잉글랜드의 남단에 위치한 주이다. 주도는 뉴포트이며 면적은 384km2, 인구는 138,400명(2014년 기준), 인구 밀도는 364명/km2이다.
와이트섬은 잉글랜드에서 가장 큰 섬이자 두번째로 인구가 많은 섬이다. 영국 해협에 위치해 있으며, 본토의 햄프셔주와는 솔렌트 해협을 사이에 두고 3~8km 정도 떨어져 있다. 일찍이 빅토리아 시대부터 휴양지로 주목받을 정도로 온화한 기후와 로우랜드라 불리는 해안 풍경, 다양한 내륙 경관으로 이름나 있다. 잘 보존된 생태계와 다채로운 절벽 지형, 유럽에서도 손꼽히는 공룡 화석 발굴지로도 유명하며, 유네스코 생물권보전지역으로도 지정되어 있다.
시인 앨저넌 찰스 스윈번과 앨프리드 테니슨 경이 살았던 곳이며, 특히 빅토리아 여왕이 애정했던 여름 별장이자 마지막 생애를 보낸 이스트코스의 오스본 하우스도 와이트 섬에 있다. 전통적으로 조선업과 돛 제조업을 이끌어 왔으며 비행정과 호버크라프트 제조가 이뤄진 섬이기도 하다. 해마다 아일오브와이트 페스티벌이라는 음악 축제가 열리고 있으며, 1970년 페스티벌은 영국 역사상 가장 큰 락음악 축제로 기록되었다.
영국의 주요 항구인 사우샘프턴과 포츠머스의 방어에 큰 역할을 하는 전략적 요충지로, 무적함대와의 전투나 영국 본토 항공전처럼 큰 전쟁이 벌어질 때마다 그 최전선에 자리했다.  예로부터 농촌에 불과했던 와이트 섬은 빅토리아 시대부터 적당한 휴양지로 각광받게 되면서, 19세기 후반부터 20세기 초에 이르러 대대적인 도시개발이 이루어졌다. 오래전부터 햄프셔주 사우샘프턴에 속했던 와이트섬은 1890년 별도의 행정주가 설치되었고, 이후로 한동안 햄프셔주와 같은 전례주로 취급되어 국왕 대리인을 공유하였으나 이 역시도 1974년에 별개의 전례주로 독립하였다. 오늘날 햄프셔주와 같은 경찰청·소방청 권역으로 묶이고 섬내 교회가 포츠머스 교구에 속한다는 점을 제외하면 더 이상 햄프셔주와의 연결고리는 존재하지 않는다. 한때는 와이트섬과 사우샘프턴, 포츠머스를 잇는 통합 당국을 설치하는 방안이 제기되기도 하였으나 현재는 논의가 사그러든 상태이다.
현재 와이트섬과 본토 사이에는 라이드와 사우스시를 잇는 호버크래프트 노선이 개설되어 있으며, 섬으로 향하는 가장 빠른 대중교통 수단이다. 또한 솔렌트 해협을 건너 사우샘프턴, 리밍턴, 포츠머스로 이어지는 페리 노선 3개와 쌍동선 2개 노선이 운항되고 있다.

아일오브와이트주의 기
아일오브와이트주의 문장

## 기후
| Shanklin의 기후                                        | Shanklin의 기후 | Shanklin의 기후 | Shanklin의 기후 | Shanklin의 기후 | Shanklin의 기후 | Shanklin의 기후 | Shanklin의 기후 | Shanklin의 기후 | Shanklin의 기후 | Shanklin의 기후 | Shanklin의 기후 | Shanklin의 기후 | Shanklin의 기후 |
| 월                                                     | 1월             | 2월             | 3월             | 4월             | 5월             | 6월             | 7월             | 8월             | 9월             | 10월            | 11월            | 12월            | 연간            |
| ------------------------------------------------------ | --------------- | --------------- | --------------- | --------------- | --------------- | --------------- | --------------- | --------------- | --------------- | --------------- | --------------- | --------------- | --------------- |
| 일평균 최고 기온 °C (°F)                               | 8.1 (46.6)      | 7.9 (46.2)      | 10.0 (50.0)     | 12.3 (54.1)     | 15.6 (60.1)     | 18.2 (64.8)     | 20.4 (68.7)     | 20.5 (68.9)     | 18.3 (64.9)     | 15.0 (59.0)     | 11.3 (52.3)     | 8.8 (47.8)      | 13.9 (56.9)     |
| 일평균 최저 기온 °C (°F)                               | 3.5 (38.3)      | 2.9 (37.2)      | 4.3 (39.7)      | 5.4 (41.7)      | 8.4 (47.1)      | 11.1 (52.0)     | 13.4 (56.1)     | 13.5 (56.3)     | 11.8 (53.2)     | 9.5 (49.1)      | 6.2 (43.2)      | 4.0 (39.2)      | 7.8 (46.1)      |
| 평균 강수량 mm (인치)                                  | 90.8 (3.57)     | 65.5 (2.58)     | 66.0 (2.60)     | 53.4 (2.10)     | 52.1 (2.05)     | 46.3 (1.82)     | 47.1 (1.85)     | 54.6 (2.15)     | 70.5 (2.78)     | 115.0 (4.53)    | 108.6 (4.28)    | 101.0 (3.98)    | 870.9 (34.29)   |
| 평균 강수일수 (≥ 1.0)                                  | 13.1            | 9.8             | 10.4            | 9.1             | 8.2             | 7.6             | 6.9             | 7.4             | 8.9             | 12.7            | 12.7            | 12.9            | 119.7           |
| 평균 월간 일조시간                                     | 68.2            | 89.8            | 132.9           | 201.4           | 241.1           | 247.7           | 262.3           | 240.9           | 173.1           | 122.3           | 82.6            | 60.7            | 1,923           |
| 출처: Met Office Climate Averages, Shanklin, 1981-2010 |                 |                 |                 |                 |                 |                 |                 |                 |                 |                 |                 |                 |                 |